# Volksbad Magdeburg

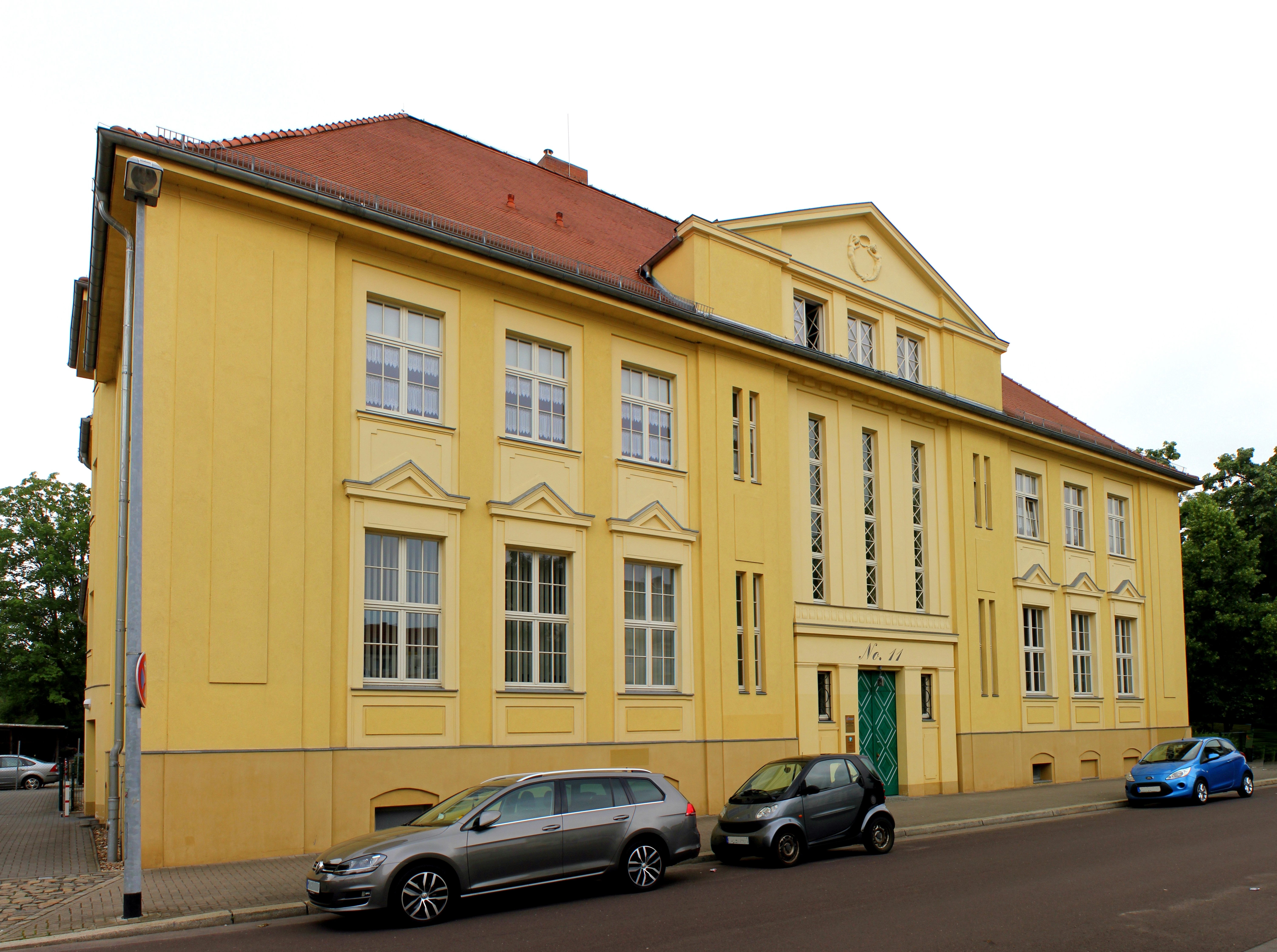
Volksbad Magdeburg

Das Volksbad Magdeburg ist eine denkmalgeschützte Badeanstalt in der Stadt Magdeburg in Sachsen-Anhalt. Im örtlichen Denkmalverzeichnis ist die Badeanstalt unter der Erfassungsnummer 094 16797 als Baudenkmal verzeichnet.

## Geschichte
Das Gebäude mit der Adresse Hamburger Straße 11 wurde 1912 als städtisches Volksbad für die Einwohner des Stadtteiles Neustadt errichtet. Der Entwurf stammte vom Magistratsbaurat Wilhelm Berner.

## Beschreibung
Bei dem Gebäude handelt es sich um einen zweigeschossigen Putzbau in neoklassizistischem Stil, mit großen Rechteckfenstern und einem Walmdach. Der Grundriss des Gebäudes ist U-förmig mit kurzen Flügeln zum Garten hin. Die Flügel waren ursprünglich Freiluft-Sonnenbäder. Das Gebäude war nach den Geschlechtern getrennt, die Männer im Westteil und die Frauen im Ostteil. Im Obergeschoss befand sich eine Bücherei. Insgesamt verfügte das Gebäude über 16 Wannen- und 24 Brausebäder.